# Château de Rogí
Le château de Rogí (grec moderne : Κάστρο των Ρωγών) est un château byzantin situé à Néa Kerasoúnta, à proximité de la ville de Préveza, dans l'ouest de la Grèce. Il est situé sur le site de la cité antique de Vouchétion (grec moderne : Βουχέτιον), abandonnée à la fin du Ier siècle av. J.-C.. Repeuplée au cours du IXe siècle, elle devient le siège d'un évêché et se dote de nouvelles fortifications, jouant un rôle important dans l'histoire de la région au cours du XIVe siècle, ainsi qu'au début du XVe siècle. À la suite de la conquête ottomane de 1449, elle est de nouveau abandonnée.

## Emplacement
Le château est situé à l'ouest du village de Néa Kerasoúnta, au sommet d'une colline de 29 mètres de haut, sur la rive nord de la rivière de Loúros, qui entoure la base de la colline à l'est, au sud et à l'ouest. Le château est construit à l'emplacement de l'acropole de la cité antique de Vouchétion. Malgré sa situation actuelle à l'intérieur des terres, cependant, pendant l'Antiquité, la colline semble être une île, tandis que diverses références littéraires confirment que Rogí est restée une localité côtière tout au long du Moyen Âge, le Golfe Ambracique s'étendant plus au nord-ouest qu'il ne l'est aujourd'hui.

## Histoire
Initialement, le site est identifié par les érudits du XIXe siècle comme étant la cité antique de Cháradros, avant que N. G. L. Hammond n'établisse son identification actuelle avec la cité antique de Vouchétion. Vouchétion est une colonie éléenne dont la fondation remonte au VIIe siècle avant J.-C. et qui sert de port aux colonies intérieures d'Elátria (située à l'emplacement du village actuel de Palaiorofóros, à une distance de 10 km à l'ouest de Rogí) et de Vatiés (situé à l'emplacement du village actuel de Kástro Rizovoúni, à une distance d'environ 7 km au nord de Rogí). Au cours du IVe siècle, la cité de Vouchétion est intégrée au sein du royaume unifié d'Épire par le roi Alexandre Ier (r. 350-331 avant J.-C.), issu de la dynastie des Molosses. Par la suite, la cité suit les destinées de l'État épirote. En 167 av. J.-C., elle est mise à sac lors de la Troisième guerre macédonienne. Bien que la position stratégique de la cité lui permet de rester habitée par la suite, cependant celle-ci est définitivement abandonnée à la suite de la fondation de la cité de Nicopolis en 28 avant J.-C.
La colonie nouvelle de Rogí est attestée pour la première fois dans les Notitiae episcopatuum du patriarcat de Constantinople en tant que siège d'un évêché, suffragant de la métropole de Naupacte, sous l'empereur byzantin Léon VI (r. 886-912)., Elle est probablement de nouveau repeuplée au cours du IXe siècle, lors de la reconquête byzantine de l'Épire, jusqu'alors sous le contrôle de populations slaves l'ayant envahie au cours de la période entre la fin du VIe siècle et le début du VIIe siècle. En effet, le nom de « Rogí » est suggéré comme étant d'origine slave, mais, cependant, il dérive plus probablement d'un terme grec sicilien signifiant « greniers », pouvant indiquer la possibilité d'une arrivée de colons siciliens lors de la fondation de la commune nouvelle.
Au cours de la période entre c. 1000 et c. 1500, les habitants de la région modifient le cours de la rivière de Loúros en lui donnant sa forme actuelle, dans le but d'assécher les marais et d'augmenter les terres agricoles disponibles, et peut-être afin également de renforcer d'avantage la protection du château lui-même, qui est désormais entouré sur trois de ses côtés par la rivière.
La localité médiévale apparaît dans les sources historiques principalement au cours des XIVe et XVe siècles, lorsqu'elle joue un rôle dans les guerres entre les différents seigneurs locaux pour le contrôle de la région de l'Épire. Ainsi, en 1303/4, elle est attaquée sans succès par Philippe Ier de Tarente, lorsque Anne Paléologue Cantacuzène, régente du Despotat d'Épire, refuse de reconnaître la suzeraineté des Angevins., En 1338/9, le château de Rogí, ainsi que la capitale épirote, Árta, et la forteresse de Riniássa ou Thomókastro, sont conquis par les rebelles épirotes sous le commandement d'Aléxios Kavássilas, soulevés contre l'annexion de la région de l'Épire au sein de l'Empire byzantin au cours de l'année précédente. L'empereur Andronic III Paléologue et son Grand domestique, Jean Cantacuzène, procèdent, alors, au blocage de Rogí, finalement contraint à la reddition par Cantacuzène., Au cours de la période de la guerre civile byzantine de 1341 à 1347, l'Épire passe sous le contrôle de l'Empire serbe.,
En 1361, l'empereur serbe Siméon Uroš confirme Jean Tzaphas Orsini, un parent de son épouse, comme seigneur de Rogí, ainsi que d'autres régions de l'Épire, mais l'effet réel de cette proclamation est probablement négligeable, car la domination serbe est rapidement mise à mal par les attaques de tribus albanaises. En 1367, Rogí and Árta se trouvent sous le contrôle du chef albanais Pjetër Losha., À la suite du décès de Losha en 1374, ses terres sont reprises par son compatriote albanais Gjin Bua Shpata, seigneur de la région de la rivière de l'Achéloos. La localité reste sous le contrôle de la famille Shpata jusqu'en 1416, date à laquelle le dernier souverain albanais, Yaqub Shpata, est vaincu par Carlo Ier Tocco, comte palatin de Céphalonie et Zante, Carlo I Tocco, qui, entre-temps, plus précisément en 1411, se rend maître de la ville d'Ioánnina. Par la suite, Carlo et son frère, Léonard II Tocco, s'emparent d'Árta et de Rogí, rétablissant ainsi le Despotat d'Épire dans ses frontières historiques. Finalement, Rogí est abandonné à la suite de la conquête de la région par les Ottomans en 1449.
Cyriaque d'Ancône visite le château en 1436 et en 1448, en indiquant que les reliques de saint Luc y sont conservées dans une église ; selon des textes serbes contemporains, elles y auraient été transférées depuis Constantinople après la chute de la ville lors de la Quatrième croisade.,
En 2019, le titre d'évêque de Rogí est de nouveau rétabli et attribué à Filótheos Theodóropoulos, lorsque celui-ci est élu évêque adjoint de l'archevêché d'Athènes.

## Architecture

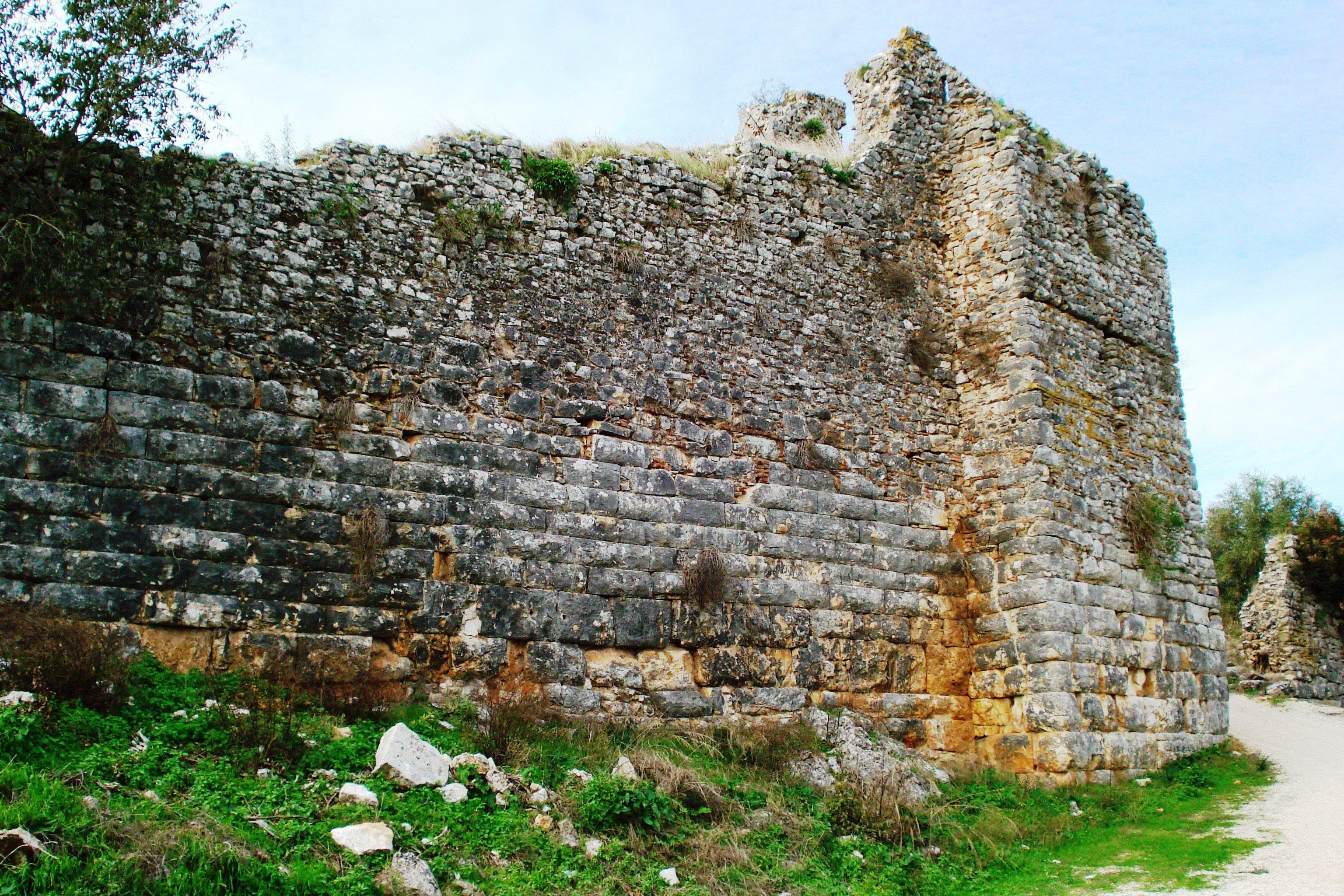
Vue des murailles du château, montrant la nette différence entre la maçonnerie des fondations antiques et la reconstruction médiévale ultérieure.

Au cours des deux premiers siècles de son existence, Vouchétion ne semble pas posséder de fortifications, tandis que la première forme de fortification présente sur le site consiste en un simple mur d'enceinte de 450 m de long entourant l'espace plat situé au sommet de la colline. Par la suite, cette fortification initiale est davantage élargie par un mur irrégulier entourant l'ensemble du versant nord de la colline, ce qui porte la longueur des murs extérieurs à 730 m et double la superficie de l'enceinte, qui passe de 9 000 à 18 000 m2. Plus tard encore, les murailles sont de nouveau agrandies afin d'inclure la partie nord-est de la localité, de sorte que les anciennes fortifications forment un circuit extérieur de 1 000 m et englobent une superficie de 37 000 m2.

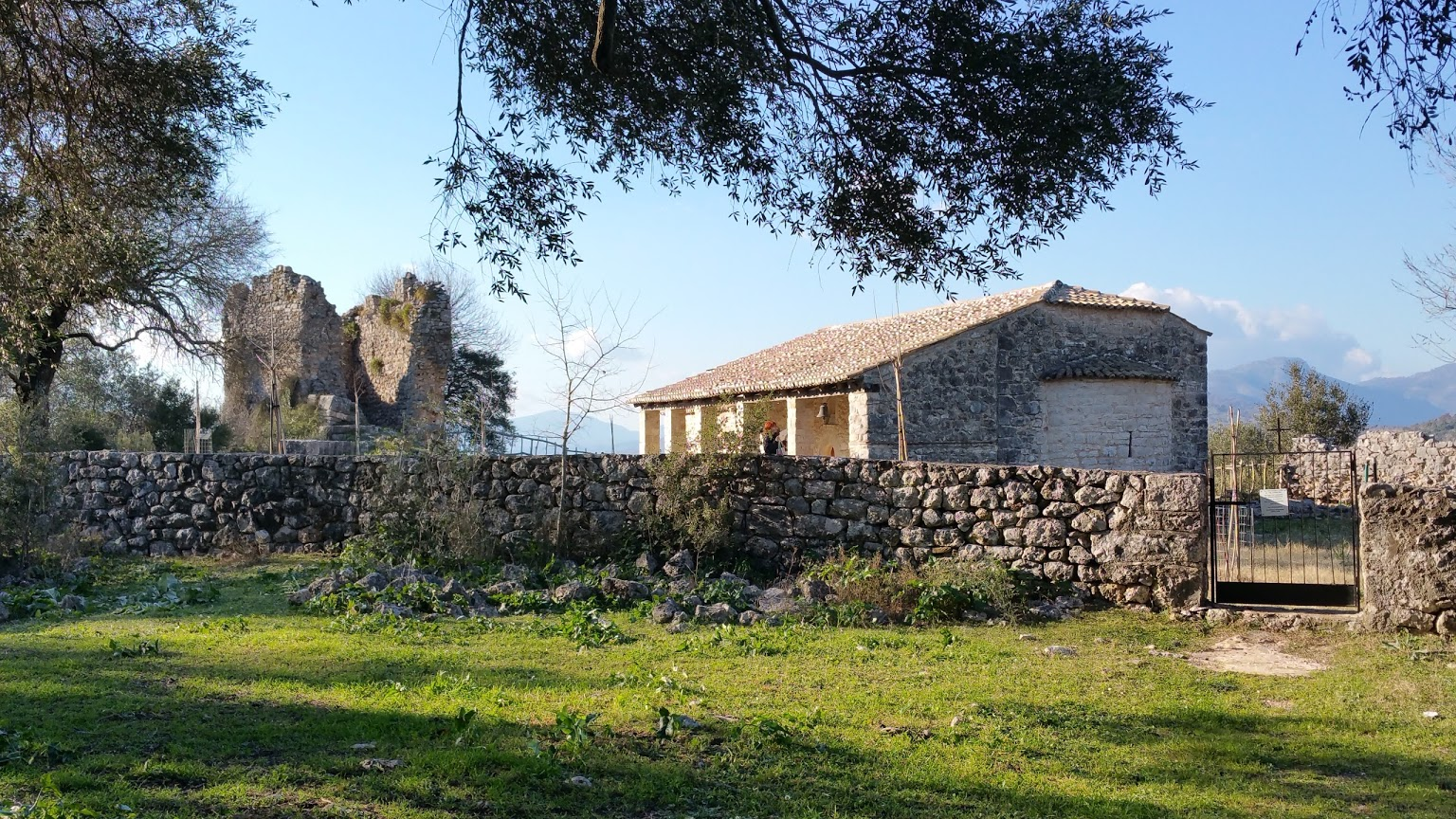
Vue de l'église de l'Assomption, entourée des ruines des fortifications du château.

Le château médiéval actuel est construit sur les vestiges des deux premières phases de l'acropole antique et suit le tracé des anciennes fortifications, dont il intègre les fondations,. Le mur d'enceinte extérieur médiéval est en grande partie construit sur les traces des murs antiques, les différents styles de maçonnerie permettant de distinguer clairement les deux structures l'une de l'autre. À ces murs sont ajoutés des murs internes de forme transversale, renforcés par la présence de tours, divisant l'espace clos en trois cours de châteaux forts. La cour de château fort extérieure contient également un monastère, dont il ne subsiste que l'église de l'Assomption, datant du XVe siècle. L'intérieur du château est aujourd'hui en grande partie en état de ruines et envahi par la végétation. La datation de la reconstruction des fortifications entreprise par les Byzantins est incertaine, pouvant remonter de la réoccupation du site au cours du IXe siècle jusqu'aux XIIIe et XIVe siècles.
À ce jour, le site ne fait pas l'objet de fouilles, à l'exception de travaux d'entretien des murailles entrepris au cours de la période entre 1978 et 1980.